# 壇具川
壇具川（だんぐがわ）は、山口県下関市を流れる二級河川。
霊鷲山の東にあった、神戸製鋼の谷山貯水池に端を発していたが、谷山貯水池に亀裂が見つかり、貯水池は廃止された。現在は、周辺の流れを集めて大唐楯山の北側で長府野久留米町などを東北方向に下り、長府川端付近で東に流れを変え、下関市街を経て周防灘に達する。神功皇后が仲哀天皇9年（200年）の三韓征伐の際に壇を築いて祭祀を行ない、使用した道具等をこの川に流したことからこの名がつけられたと伝わる。江戸時代には川岸に多くの米倉が建てられて藩の年貢米を運ぶ船が行き来したと言う。昭和63年度手づくり郷土賞受賞。

## 生息する生物
- 錦鯉
- マガモ
- ヘイケボタル